# Ren Inoue
Ren Inoue (japanisch 井上 怜 Inoue Ren; * 18. Januar 2001 in der Präfektur Chiba) ist ein japanischer Fußballspieler.

## Karriere

### Verein
Ren Inoue erlernte das Fußballspielen in der Schulmannschaft der Funabashi Municipal High School sowie in der Universitätsmannschaft der Tōyō-Universität. Seinen ersten Vertrag unterschrieb er am 1. Februar 2023 bei Mito Hollyhock. Der Verein aus Mito, einer Stadt in der Präfektur Ibaraki, spielt in der zweiten japanischen Liga. Sein Zweitligadebüt gab er am 26. Februar 2023 (2. Spieltag) im Heimspiel gegen den Iwaki FC. Bei dem 2:2-Unentschieden wurde er in der 82. Minute für Hidetoshi Takeda eingewechselt.

### Nationalmannschaft
Ren Inoue spielte 2019 einmal in der japanischen U16-Nationalmannschaft. Hier kam er in einen Freundschaftsspiel am 13. April 2017 gegen die USA zum Einsatz.